# Freedom Force
Freedom Force è un gruppo di personaggi dei fumetti, creato da Chris Claremont (testi) e John Romita Jr. (disegni), pubblicato dalla Marvel Comics. La sua prima apparizione è in Uncanny X-Men n. 199 (novembre 1985).

## Storia del gruppo

### Freedom Force
Freedom Force è il primo gruppo di superesseri mutanti messo in piedi dal governo degli Stati Uniti tramite Valerie Cooper.
La prima formazione comprendeva Mystica, Destiny, Blob, Pyro e Valanga. Si aggiunsero poi altri personaggi, tra cui Spirale, la seconda Donna Ragno, Crimson Commando, Muraglia, tutti ex criminali che avevano avuto il perdono presidenziale.
Nel corso della sua esistenza, la Freedom Force si è scontrata più volte con gli X-Men e in un paio d'occasioni anche con i Vendicatori e con Hulk.
Il gruppo ha preso parte a diverse missioni, fino a quando non è stato sciolto dal governo, in quanto i componenti ripresero le loro abitudini fuorilegge.
Venne in seguito sostituita dalla nuova X-Factor, composta da Havok, Polaris, Quicksilver, Forzuto, Wolfsbane e Jamie Madrox alias l'Uomo Multiplo.
La Freedom Force è stato il primo team di criminali pentiti agli ordini del governo, questo ne fa dei precursori dei Thunderbolts.